# Заонежский район
Заонежский район — административно-территориальная единица в составе Автономной Карельской ССР, Карельской АССР и Карело-Финской ССР, существовавшая в 1930—1959 годах. Центром района первоначально было село Шуньга, а с 1944 года — село Великая Губа.
Заонежский район был образован путём объединения Великогубского и Шуньгского районов в ходе реформы административно-территориального деления Автономной Карельской ССР 1930 года.
По данным на 1 января 1931 года Заонежский район имел площадь 2,2 тыс. км². В его состав входило 15 сельсоветов и 479 сельских населённых пунктов, в которых проживало 30 048 человек. Городов и посёлков городского типа не было.
По данным 1934 года имел статус русского национального района.
По данным на 1 января 1958 года Заонежский район имел площадь 2,1 тыс. км². В его состав входило 12 сельсоветов. Городов и посёлков городского типа не было.
11 марта 1959 года Заонежский район был упразднён, а его территория передана в Медвежьегорский район.